# Theodor Caroli
Theodor Caroli (* 7. April 1660 in Tübingen; † 20. Februar 1690) war ein württembergischer Mediziner und Mitglied der Gelehrtenakademie „Leopoldina“.

## Leben
Theodor Caroli war der Sohn der Eheleute Eva Maria Simoniusin und des Andreas Caroli, fürstlich württembergischen Rath und Abt in St. Georgen. Er wuchs auf mit vier Geschwistern. Ein Geschwisterkind starb sehr jung. Theodor Caroli studierte Medizin in Tübingen. Er war zunächst Stadtphysicus in Urach, Herzogtum Württemberg. Anschließend wurde er zum Physicus der Stadt und Umgegend von Löwenberg (heute: Leonberg) berufen.
Am 29. September 1688 wurde Theodor Caroli mit dem Beinamen NEPTUNUS als Mitglied (Matrikel-Nr. 163) in die Leopoldina aufgenommen. Er verstarb im 30. Lebensjahr nur zwei Jahre nach der Aufnahme. Er arbeitete unter anderem zum am Eichbaum gewachsenen „Blutschwamm“.

## Werk
- Theodor Caroli: Von einigen besonderen Eichenschwämmen, in: Der Römisch Kaiserlichen Akademie der Naturforscher auserlesene Medicinisch=Chirurgisch=Anatomisch=Chymisch=und Botanische Abhandlungen, 17. Theil mit Kupfern, LV: Wahrnehmung; Wolfgang Schwarzkopf Nürnberg 1768